# Síndrome de Liddle
A síndrome de Liddle é um desordem autossômica dominante que imita o hiperaldosteronismo. Envolve problemas com ressorção de excesso de sódio e perda de potássio do túbulo renal. A hipertensão começa cedo, freqüentemente em infância.